# Skärbacktjärnen
Skärbacktjärnen är en sjö i Falu kommun i Dalarna och ingår i Dalälvens huvudavrinningsområde. Sjön har en area på 0,108 kvadratkilometer och ligger 158,4 meter över havet.

## Delavrinningsområde
Skärbacktjärnen ingår i det delavrinningsområde (673148-147692) som SMHI kallar för Inloppet i Lustbosjön. Medelhöjden är 217 meter över havet och ytan är 11,34 kvadratkilometer. Räknas de 25 avrinningsområdena uppströms in blir den ackumulerade arean 200,71 kvadratkilometer. Faluån (Säpptjärnsån) som avvattnar avrinningsområdet har biflödesordning 3, vilket innebär att vattnet flödar genom totalt 3 vattendrag innan det når havet efter 240 kilometer. Avrinningsområdet består mestadels av skog (86 procent). Avrinningsområdet har 0,18 kvadratkilometer vattenytor vilket ger det en sjöprocent på 1,6 procent.